# 八牛贮贝器
八牛贮贝器，是西汉时期滇国青铜器，此贮贝器属于礼器，现藏于上海博物馆。

## 特点
八牛贮贝器出土于云南晋宁石寨山，重15.2千克。1956年，云南晋宁石寨山M17出土，同一期出土的还有M20的五牛贮贝器。贮贝器是云南滇族特有的青铜器形制。此贮贝器出土时里面装有贝币；器物整体呈束腰圆筒形，器盖上铸有一头大牛和七头小牛。中间的大牛立于鼓型座上，长角弯延前耸。七只小牛低首环绕于盖沿。腰部为两只虎形耳。

## 图库

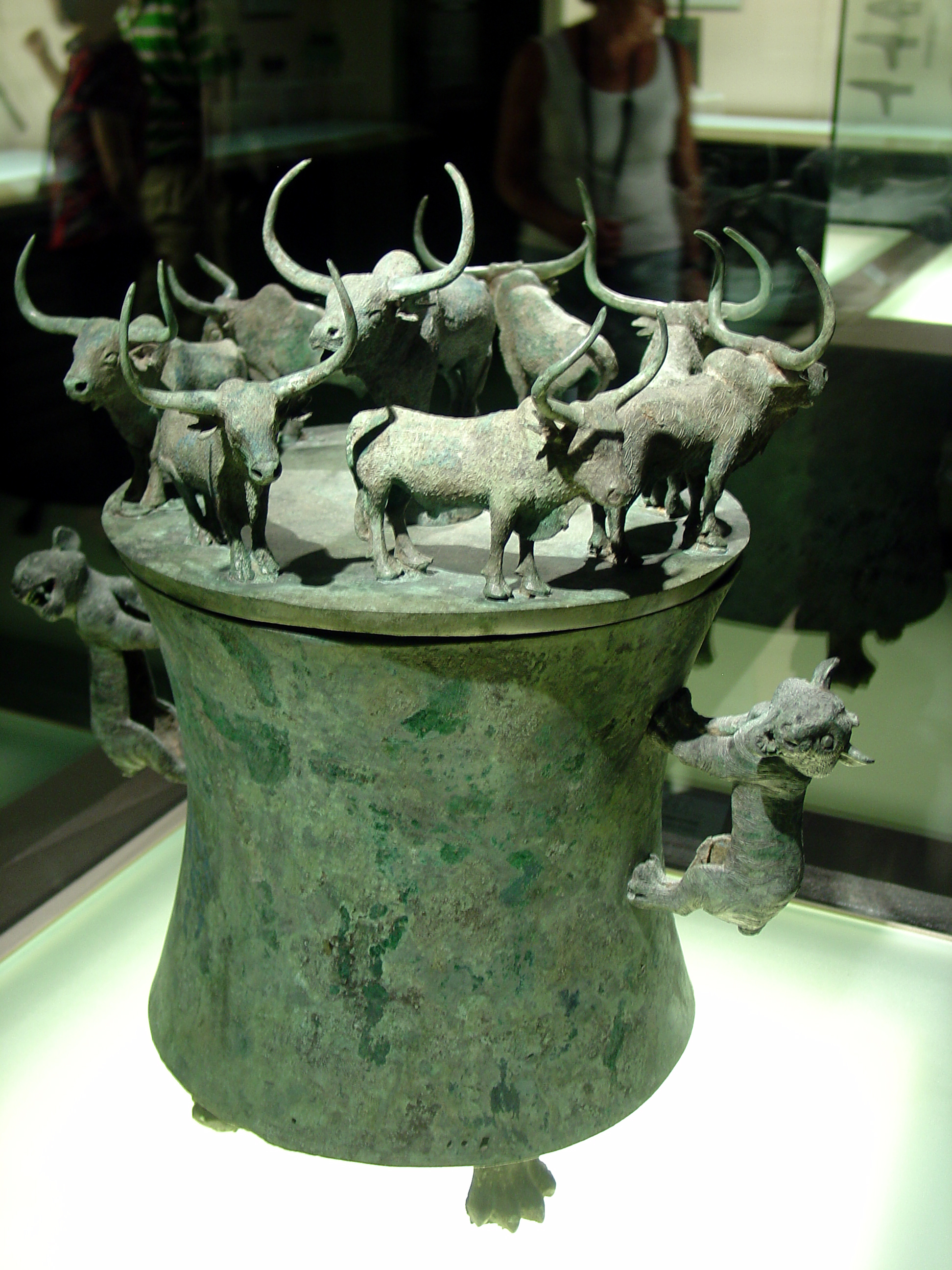
八牛贮贝器
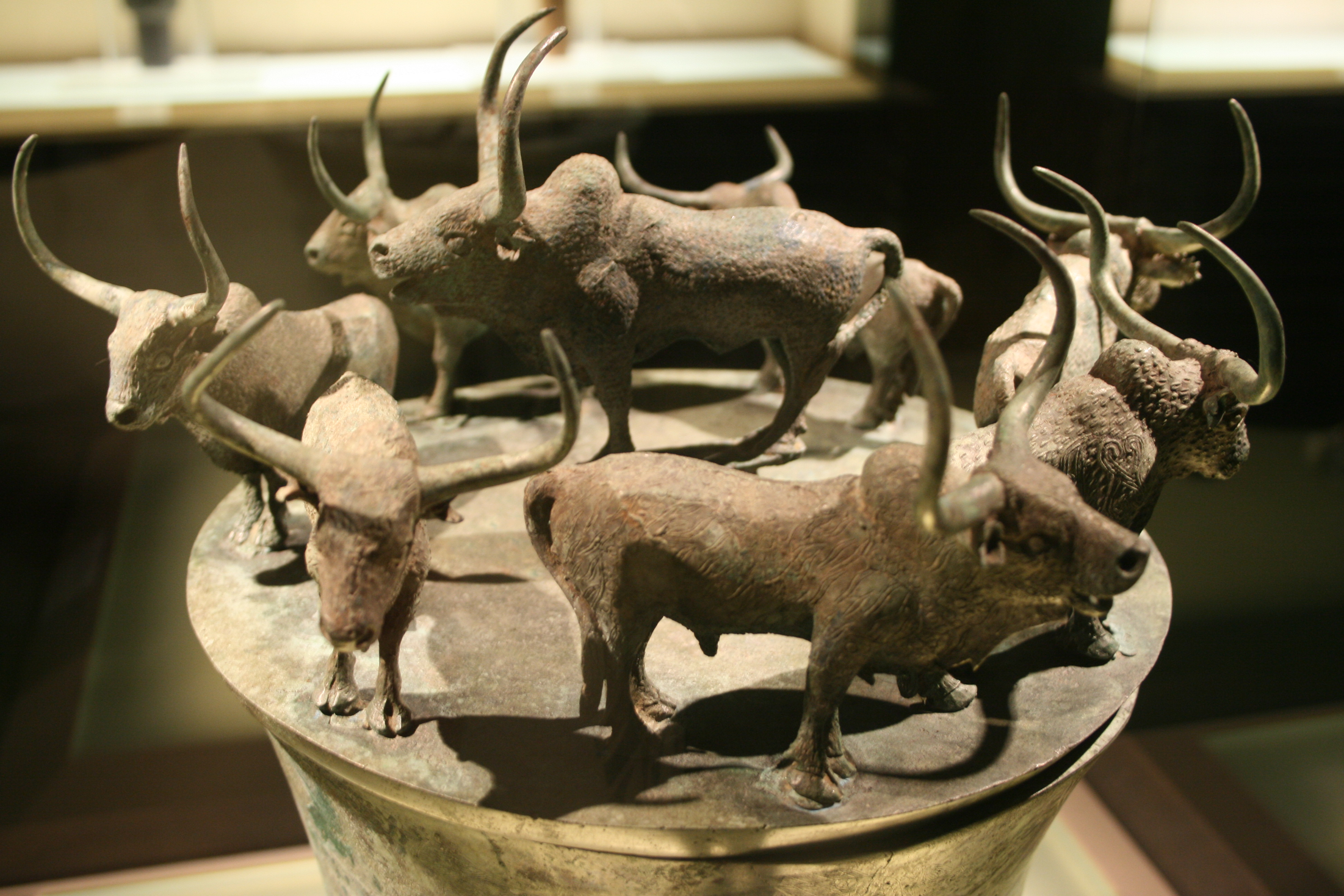
八牛贮贝器细节照
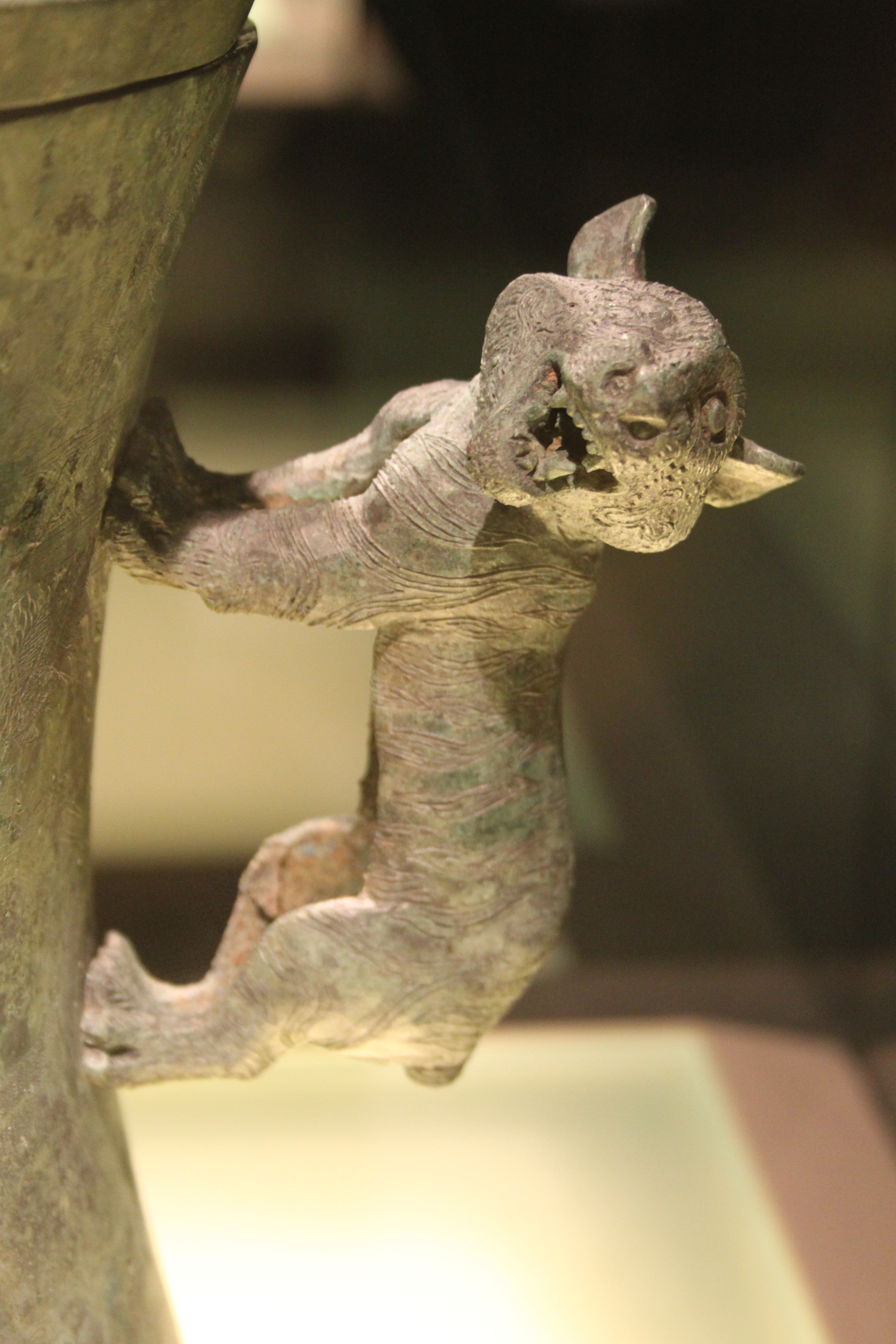
八牛贮贝器一只虎形耳
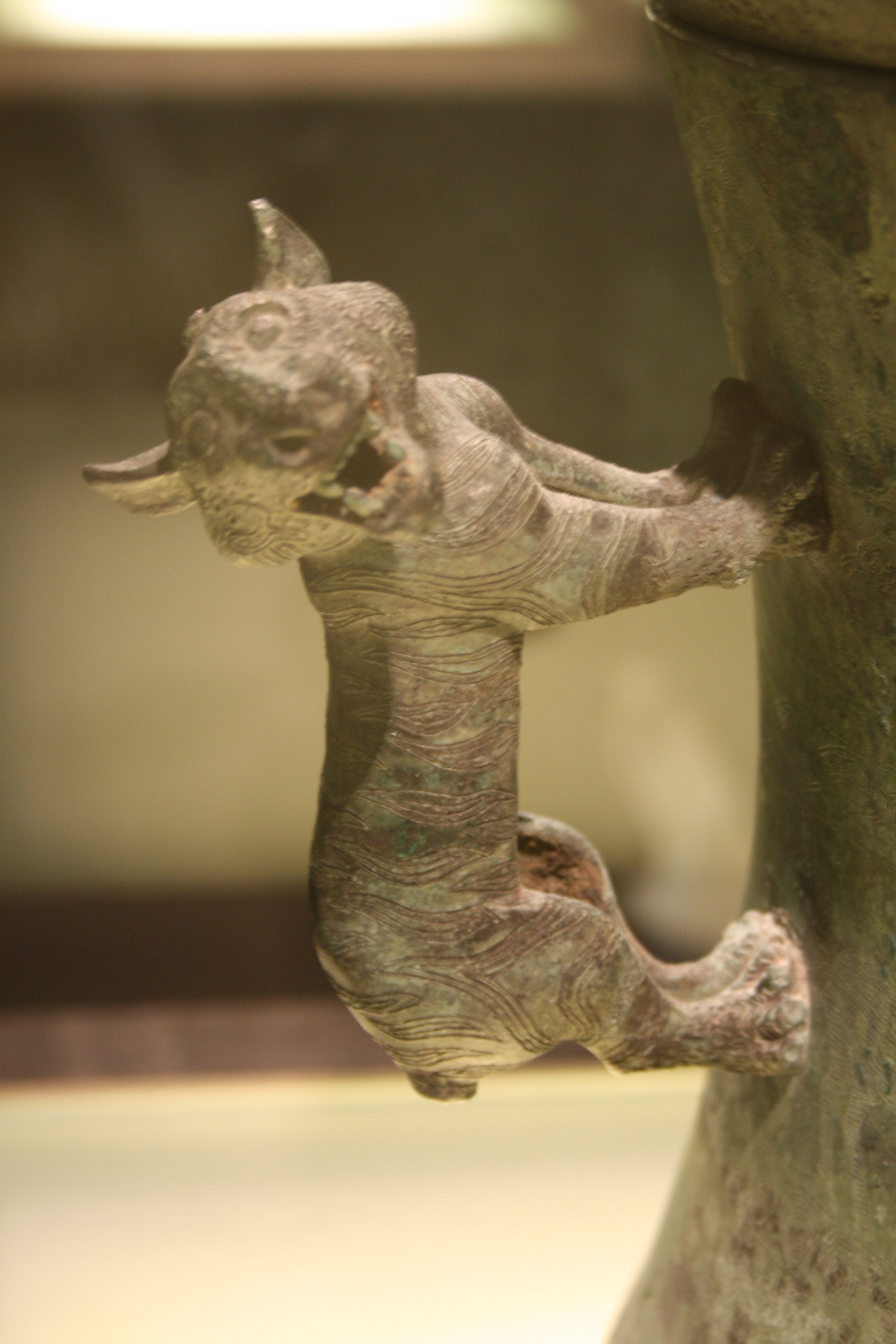
八牛贮贝器另一只虎形耳
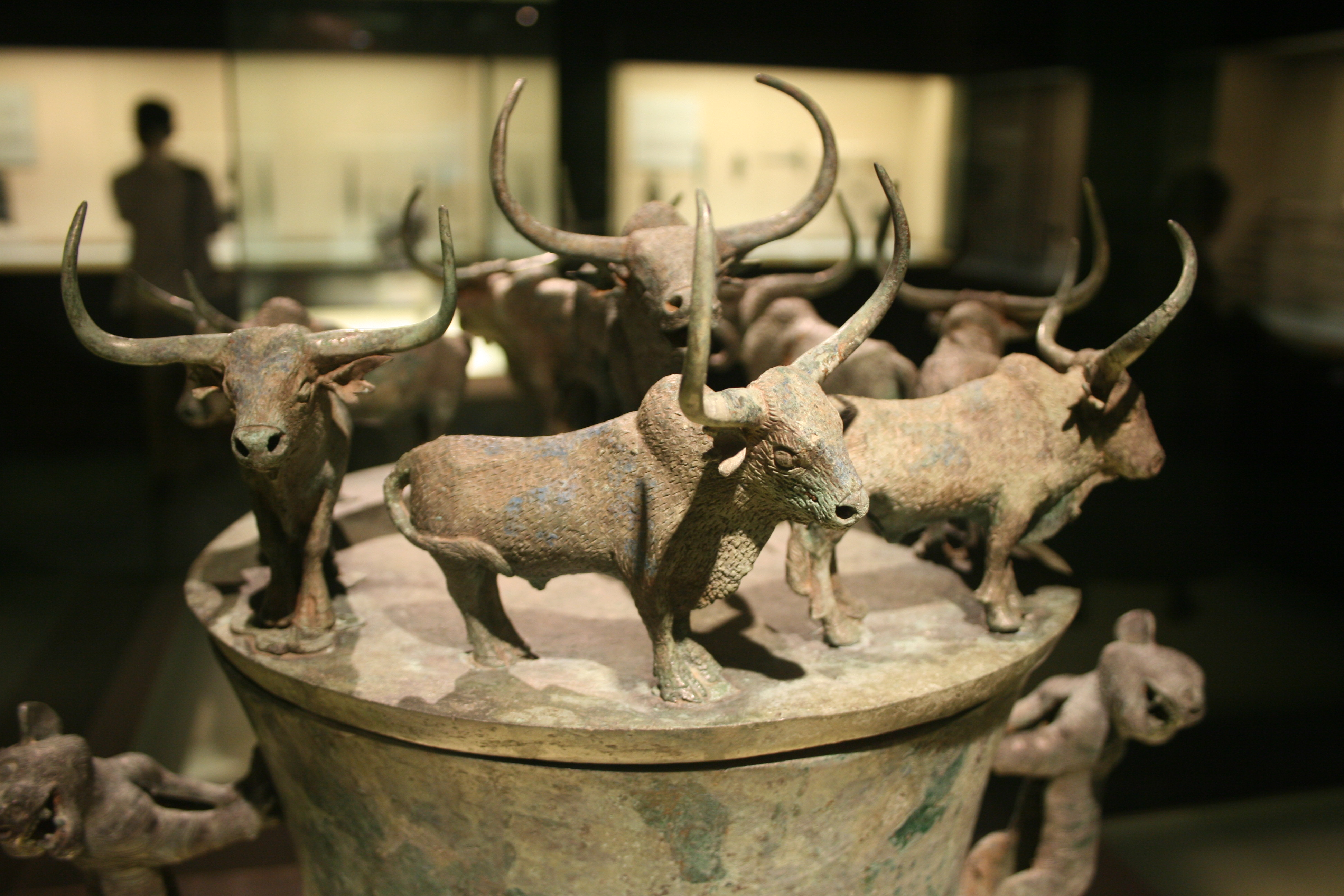
八牛贮贝器细节
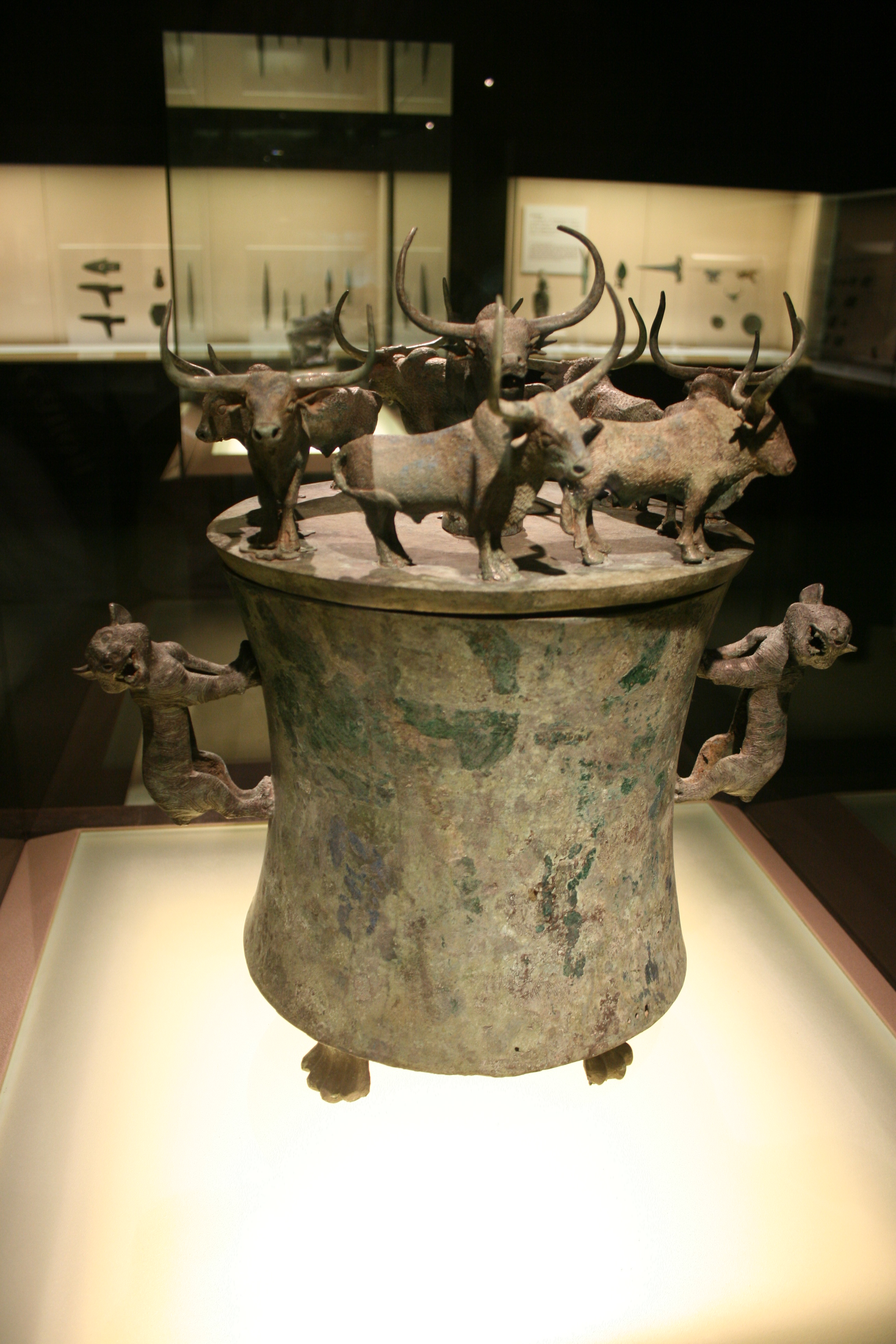
全景
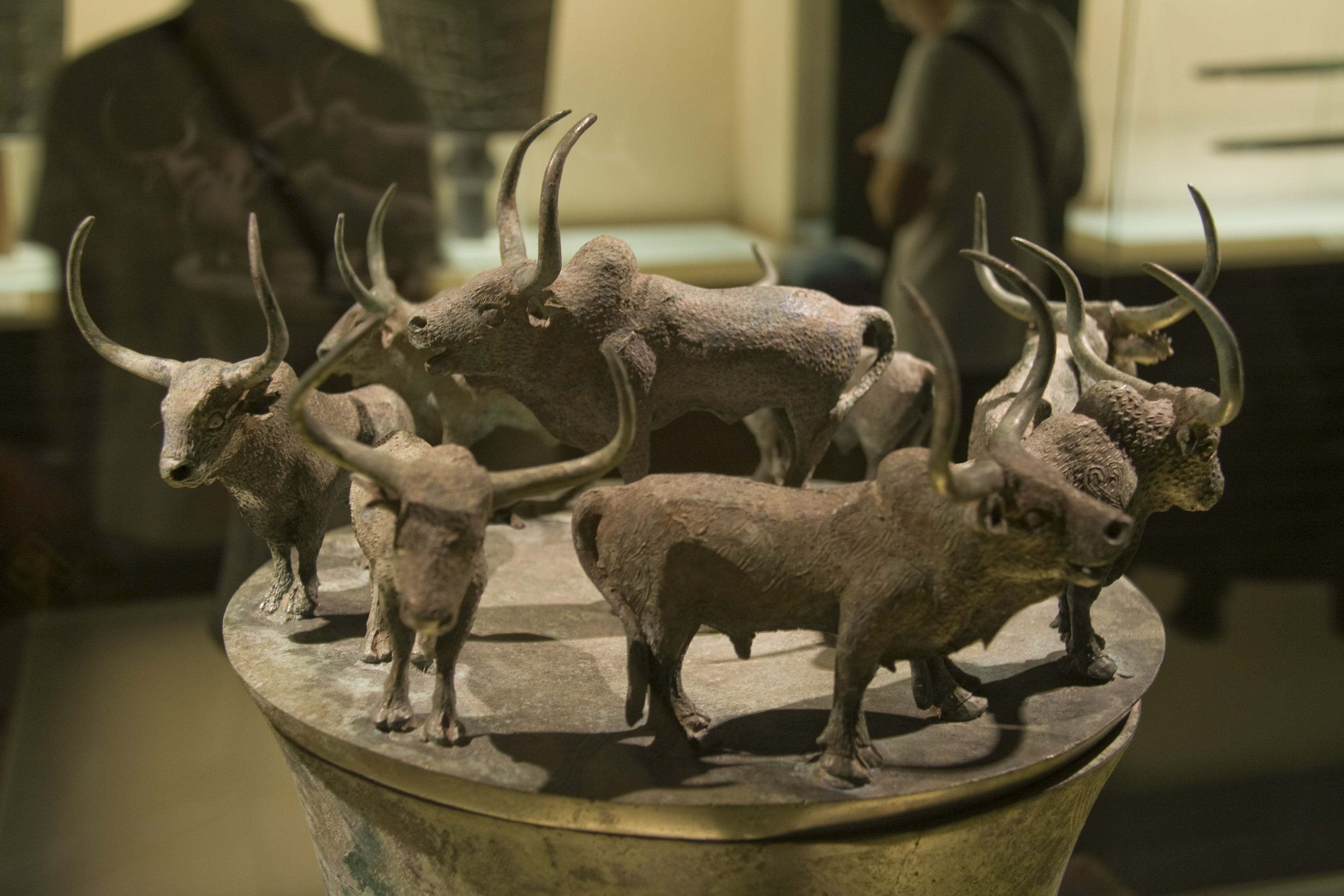
八牛贮贝器细节

## 相关
- 七牛贮贝器，藏于云南省博物馆
- 杀人祭柱场面贮贝器，藏于云南省博物馆
- 杀人祭鼓铜贮贝器，藏于云南省博物馆
- 西汉四牛鎏金骑士铜贮贝器，藏于云南省博物馆
- 诅盟场面贮贝器，藏于中国国家博物馆